# Jüdische Gemeinde Gemünden
Die jüdische Gemeinde Gemünden im Westerwaldkreis (Rheinland-Pfalz) war eine jüdische Gemeinde, deren Wurzeln bereits im Mittelalter liegen. Die jüdische Gemeinde erlebte bereits in der Mitte des 19. Jahrhunderts ihren Niedergang und erlosch endgültig 1934 im Zuge der Repressionen gegen jüdische Bürger in der Zeit des Nationalsozialismus.

## Geschichte
Jüdisches Leben in Gemünden gab es schon in der Zeit vor den Judenpogromen im Mittelalter, als sie der ersten Verfolgung nach der Großen Pest zum Opfer fielen. Schon vor 1337 lebten Juden in dem Ort. Im Jahr 1610 wohnte hier erneut ein Jude, als zwei weitere Glaubensgenossen um Aufnahme mit Pferde-, Vieh- und Kramhandel baten. Bereits 1728 gab es drei, 1791 neun und 1801 zehn jüdische Haushalte. Insgesamt lebten 1760 unter den 533 Gemündener Bürgern 31 Juden. 1768 ist ein Judenvorsteher und 1801 eine Judenschule erwähnt, die in einem alten Bauernhaus untergebracht war.
Anfang des 19. Jahrhunderts gab es auch eine Synagoge, zu deren Einzugsbereich die in Rennerod lebenden jüdischen Familien gehörten, wenngleich diese in der Mitte des 19. Jahrhunderts ihre Unabhängigkeit wollten und eigene Gottesdienste abhielten. Diese strebten die Angliederung an die jüdische Gemeinde Westerburg an, da die Gemündener Gemeinde sehr arm war und die Renneroder Juden die finanzielle Hauptlast tragen mussten. Die nassauische Landesregierung sprach sich jedoch gegen den Filialgottesdienst in Rennerod und die Angliederung an Westerburg aus.
Im 19. Jahrhundert entwickelte sich die Zahl der jüdischen Einwohner wie folgt: 1843 gab in Gemünden 37 jüdische Einwohner, 1895 und 1905 jeweils 39. Die jüdischen Familienvorsteher waren um 1890/1910 vor allem als Handels- und Kaufleute, Viehhändler und Metzger tätig. An Einrichtungen hatte die jüdische Gemeinde eine Synagoge, eine jüdische Schule, vermutlich ein rituelles Bad und einen Friedhof. Zur Besorgung religiöser Aufgaben der Gemeinde war ein Lehrer angestellt, der zugleich als Vorbeter und Schochet tätig war. 1840 wird als Vorbeter Abraham Meier genannt, letzter Vorbeter war Heymann Simon.
1848 war die Gemündener Synagoge so baufällig, dass die jüdische Gemeinde einen Antrag auf Beihilfe zur Renovierung stellte, was aber wohl abgelehnt worden ist. Die jüdische Jugend besuchte ab 1849 den Religionsunterricht in Westerburg. Nachdem 1855 die jüdische Gemeinde Westerburg beantragt, Gemünden an Westerburg anzuschließen, kommen 18956 Rennerod und Gemünden zur jüdischen Kultusgemeinde Westerburg. Erst 1860/61 erfolgte die Renovierung der Synagoge, wobei die Decke entfernt wurde und eine Halle entstand.
Das Ende der jüdischen Gemeinde Gemünden

Anfang des 20. Jahrhunderts schmolz die Gemündener Gemeinde zusammen und die Synagoge wurde aufgegeben. Sie wurde 1919 von der Kultusgemeinde Wiesbaden angekauft und 1924/25 in ein Wohnhaus umgewandelt. Um 1924 gehörten die in Gemünden noch lebenden vier jüdischen Personen zur Jüdischen Gemeinde Westerburg. Die jüdischen Familien waren in den Jahren davor von Gemünden weggezogen, vor allem, nachdem in den Jahren 1907 bis 1910 das benachbarte Westerburg immer mehr zum Eisenbahnknotenpunkt ausgebaut wurde. Auf dem jüdischen Friedhof erfolgte 1923 die letzte Beerdigung. 1932 kam es dort zu einer Grabschändung, bei der Grabsteine zerstört und besudelt wurden. Die letzten jüdischen Bürger des Ortes, der zu dieser Zeit schon stark nationalsozialistisch geprägt war, war das alte Ehepaar Heimann und Karoline Simon. Im August 1934 emigrierten sie nach Rotterdam und sind während des Zweiten Weltkrieges nach Auschwitz deportiert worden.